# CH-40
CH-40 — мисливець за підводними човнами Імперського флоту Японії, який взяв участь у Другій світовій війні.
CH-40  спорудили у 1943 році на верфі Hitachi Zosen у Інносімі (наразі частина Хіросіми). По завершенні корабель включили до загону охорони військово-морської бази Йокосука і він узявся за ескортування конвоїв біля східного узбережжя Японського архіпелагу.
На початку осені CH-40 перевели до 23-го дивізіону мисливців за підводними човнами, що діяв у Меланезії у складі 8-ї військово-морської бази. 13 вересня 1943-го корабель полишив Токійську затоку та попрямував до нового місця служби, а станом на початок жовтня він вже був у Рабаулі – головній передовій японській базі у архіпелазі Бісмарка, з якої провадились операції на Соломонових островах та сході Нової Гвінеї.
З 3 жовтня по 7 листопада 1943-го CH-40 працював на трасі між Рабаулом та Палау (важливий транспортний хаб на заході Каролінських островів), де провів конвої O-302, SO-406 та O-104. За два тижні він вже був на атолі Трук (головна японська база у Океанії, розташована у центральній частині Каролінського архіпелагу), звідки знову прослідував до Рабаула.
Ввечері 26 листопада 1943-го CH-40 супроводжував три транспорти, які напередодні вийшли із Рабаула на Трук. За дві з половиною сотні кілометрів на північний захід від острова Муссау (найпівнічніший у архіпелазі Бісмарка) їх зустрів американський підводний човен USS Raton, який торпедував та потопив транспорт «Оноє-Мару». CH-40 контратакував глибинними бомбами, проте не лише не досяг успіху, але й сам зазнав певних пошкоджень при їх детонації. Надалі CH-40 підібрав із води 196 осіб та попрямував на Трук, при цьому ще чотири спроби USS Raton атакувати інші судна були зірвані ескортом.
1—5 грудня 1943-го CH-40 супроводив до Рабаула конвой №1013, після чого знову взявся за роботу на трасі до Палау. До початку лютого він супроводив тут конвої O-604 та SO-805, причому другий, попри сильний ескорт, втратив одразу два судна.
19 лютого 1944-го CH-40 вийшов з Рабаулу для ескорту конвою O-902, про маршрут якого союзники дізнались із перехопленого та розшифрованого повідомлення. Як наслідок, після опівдня тієї ж доби в районі за дві сотні кілометрів на північний захід від Рабаула CH-40 був потоплений ворожими літаками.